# L'Arbre de vie (roman)
Pour les articles homonymes, voir L'Arbre de vie.
L'Arbre de vie est le 1er tome de la tétralogie Les Mystères d'Osiris de Christian Jacq publié en 2003.

## Résumé
Dans l'Égypte antique, l'apprenti scribe Iker est enlevé sur un bateau qui s'échoue sur une ile déserte. Il est récupéré par des pirates ainsi que des caisses de l'ile. Cependant, le pharaon Sésostris III va à Abydos pour constater qu'un acacia poussé sur la tombe d'Osiris dépérit. Iker soupçonne le chef de province Khnoum-Hotep d'avoir empoisonné l'arbre. Une prêtresse éprise d'Iker est intronisée et tente de soigner l'arbre.